# 鄭履祥
鄭履祥（？—1642年），别号麟野，江西饒州府浮梁縣民籍。明朝官员，同進士出身。

## 生平
万历四十年（1612年）壬子科江西乡试举人，四十四年（1616年），登丙辰科三甲二十七名进士，都察院觀政，授真定府推官，四十六年順天同考，天啓二年升工部营缮司主事，三年調兵部车驾司主事，升员外郎，六年升职方司郎中，忤魏忠贤，革职为民。崇禎元年复官，改南工部虞衡司郎中，历任平陽府知府、嘉興府知府、南京刑部郎中、廬州府知府。崇禎十五年张献忠围廬州，知府郑履祥（江右人）虽进士出身，全不知世务，而惟见小利。一闻报，竟似木偶，并未出声，惟寒颤而已。五月初六日城破身死。

## 家族
曾祖鄭豪。祖父鄭鏗，冠带乡宾。父鄭廷賓。